# Кондет
Кондет (фр. Condette) насеље је и општина у североисточној Француској у региону Север-Па д Кале, у департману Па де Кале која припада префектури Булоњ сир Мер.
По подацима из 2011. године у општини је живело 2574 становника, а густина насељености је износила 158,3 становника/km². Општина се простире на површини од 16,26 km². Налази се на средњој надморској висини од 35 метара (максималној 106 m, а минималној 6 m).

## Демографија
| 1962. | 1968. | 1975. | 1982. | 1990. | 1999. | 2011. |
| ----- | ----- | ----- | ----- | ----- | ----- | ----- |
| 1.420 | 1.611 | 1.869 | 2.084 | 2.392 | 2.675 | 2.574 |

График промене броја становника у току последњих година